# Красноталівська сільська рада
| Красноталівська сільська рада — колишній орган місцевого самоврядування у Станично-Луганському районі Луганської області з адміністративним центром у с. Красна Талівка. Водоймища на території, підпорядкованій даній раді: річка Деркул. Сільській раді були підпорядковані населені пункти: - с. Красна Талівка - с. Красний Деркул |

## Склад ради
Рада складалася з 16 депутатів та голови.

### Керівний склад ради
| ПІБ                           | Основні відомості                                                 | Дата обрання | Дата звільнення |
| ----------------------------- | ----------------------------------------------------------------- | ------------ | --------------- |
| Запорожцев Іван Володимирович | Сільський голова, 1956 року народження, освіта, безпартійний      | 26.03.2006   | 31.10.2010      |
| Віннік Дмитро Іванович        | Сільський голова, 1954 року народження, освіта вища, безпартійний | 31.10.2010   |                 |

Примітка: таблиця складена за даними джерела